# Mighty Morphin Power Rangers
Mighty Morphin Power Rangers (vaak afgekort tot MMPR) is de naam van de eerste drie seizoenen van de televisieserie Power Rangers, geproduceerd door Saban Entertainment. De drie seizoenen samen bestonden uit 155 afleveringen, en daarmee is Mighty Morphin Power Rangers recordhouder wat betreft aantal afleveringen geproduceerd onder dezelfde naam. De show werd uitgezonden van 28 augustus 1993 tot 16 februari 1996.
Het eerste seizoen was gebaseerd op de Sentai-serie Kyouryuu Sentai Zyuranger. Voor seizoen twee en drie gebruikte Saban beeldmateriaal van de series Gosei Sentai Dairanger en Ninja Sentai Kakuranger.
Door het succes van de serie werd er ook een bioscoopfilm gemaakt: Mighty Morphin Power Rangers: The Movie.
In 2010 werd de serie in de Verenigde Staten opnieuw uitgezonden, omdat er geen nieuw Power Rangers-seizoen werd geproduceerd voor dat jaar.

## Verhaallijn

### Seizoen 1
Tienduizend jaar geleden vocht de tovenaar Zordon tegen de heks Rita Repulsa. Uiteindelijk wist hij haar te verslaan door haar op te sluiten in en container op de Maan. Echter, voor ze werd opgesloten was Rita nog wel in staat om Zordon in een zogenaamde tijdscapsule te vangen. Wanneer Zordon de tijdscapsule zou verlaten, veroudert hij razendsnel.
Tien millennia later ontsnappen Rita en haar helpers door toedoen van twee astronauten. Ze richt haar aandacht meteen op de Aarde, op de stad Angel Grove. Zordon merkt Rita’s ontsnapping, maar kan zelf niet ingrijpen omdat hij de tijdscapsule niet kan verlaten. Hij laat zijn robot-assistent Alpha 5 vijf tieners rekruteren. Jason Lee Scott, Billy Cranston, Zack Taylor, Kimberly Hart en Trini Kwan worden geselecteerd. Ze krijgen elk een speciale munt met de kracht van dinosaurussen. Deze vijf worden de eerste Power Rangers. Om hen te helpen geeft Zordon hen ook vijf enorme robots genaamd Zords, elk gebaseerd op een dinosaurus.
Na verscheidene verloren gevechten creëert Rita haar eigen slechte Ranger. Ze spreekt een vloek uit over de tiener Tommy Oliver zodat hij haar Groene Ranger kan worden. De andere Rangers weten de vloek echter te breken en Tommy sluit zich bij hen aan. Om haar fout recht te zetten maakt Rita een groene kaars die Tommy zijn Ranger-krachten ontneemt. Tijdens de dubbele aflevering Return of an Old Friend krijgt Tommy zijn Groene Ranger-krachten terug dankzij Zordon, maar ze zijn nu veel zwakker dan eerst en moeten geregeld worden opgeladen.

### Seizoen 2
Rita krijgt in haar paleis op de Maan onverwacht bezoek van haar meester, Lord Zedd. Hij sluit haar weer op in een container vanwege haar vele mislukkingen en neemt zelf het bevel over. Voor de strijd tegen Lord Zedd verandert Zordon de Rangers' oude Dinozords in nieuwe sterkere Thunderzords.
Lord Zedds besluit eerst Rita’s fout ongedaan te maken door de Groene Ranger uit te schakelen. Door Zedds toedoen verliest Tommy zijn Groene Ranger-krachten, maar Zordon geeft hem later nieuwe in de vorm van de Witte Ranger (de Kiba Ranger uit de Dairanger-serie). Jason, Zack en Trini verlaten het team, en worden vervangen door Rocky DeSantos, Adam Park en Aisha Campbell.
Wanneer blijkt dat de Rangers sterker zijn dan hij dacht laat Lord Zedd zijn eigen Zord op hen los, Serpentera. Serpentera kan echter ook niet tegen de Rangers op omdat hij snel door zijn energie heen raakt.
Rita weet uiteindelijk terug te keren en geeft een liefdesdrank aan Lord Zedd zodat hij verliefd op haar wordt en ze zijn macht kan delen. De twee trouwen. Rita en Zedd sturen een tovenaar op de Rangers af, die de Rangers naar het verleden tovert. Deze tovenaar maakt ook een kwaadaardige kopie van Tommy, waardoor de Groene Ranger terugkeert en de Witte Ranger het tegen hem moet opnemen. De Witte Ranger weet de tovenaar te verslaan en de andere Rangers te redden. 

### Seizoen 3
Rita’s broer Rito Revolto komt naar de Aarde om zijn zus te helpen in haar gevecht tegen de Rangers. Hij slaagt erin om de Rangers' Thunderzords te vernietigen en beschadigt hun munten zodat de Rangers ook hun krachten verliezen. Zordon stuurt de Rangers op een zoektocht naar de legendarische ninjameester Ninjor. Hij geeft hen nieuwe munten en een set nieuwe Zords, de Ninjazords.
Rita en Zedd sturen Katherine Hillard als spion naar de Aarde, en dwingen de Rangers om de lang verloren gewaande Shogun Zords te gebruiken voor Zedd. De Rangers weten de Shogun Zords echter voor zichzelf te veroveren, en Kat loopt over naar het Rangerteam.
Dan komt ook Rita en Rito's vader Master Vile naar de Aarde. Hij zoekt het legendarische Zeo-kristal dat onder Rita’s paleis op de Maan zou zijn verborgen. De Rangers vinden dit kristal het eerst en versplinteren het in vijf stukken, die door Zordon naar verschillende tijden worden gestuurd, buiten Master Vile’s bereik.
Master Vile gebruikt hierop de Orb of Doom om de tijd op Aarde ongeveer tien jaar terug te draaien. Als gevolg hiervan veranderen de Rangers weer in kinderen. Goldar en Rito maken van deze situatie gebruik om de Ninja-munten van de Rangers te stelen. Ze geven ze aan Rita en Zedd die ze vervolgens vernietigen. 
Het verhaal wordt vervolgd in Mighty Morphin Alien Rangers.

## Productie
Na een mislukte poging om de serie Choujin Sentai Jetman om te zetten tot een Amerikaanse serie had Saban Entertainment een jaar later wel succes met Zyuranger.
Oorspronkelijk had Saban de opdracht om 40 afleveringen te maken. De serie zou eindigen met de tweedelige aflevering Doomsday. Deze aflevering was gebaseerd op de laatste aflevering van Zyuranger, en zou eindigen met Rita en haar helpers die weer worden opgesloten door de Rangers. Door de enorme populariteit van de serie werd echter besloten door te gaan. Hierdoor belandde het eerste seizoen op 60 afleveringen.
Door deze onvoorziene populariteit en de extra afleveringen dreigde Saban al snel door al zijn Zyuranger-beeldmateriaal heen te raken. Daarom sloot Saban een deal met Toei (de producer van de Sentai-series) en Rainbow Productions (het bedrijf dat de monsters ontwerpt voor de Sentai-series) voor meer beeldmateriaal. De twee Japanse bedrijven gingen akkoord en creëerden zelfs een set nieuwe monsters. Dit extra beeldmateriaal staat bij Power Rangers-fans ook wel bekend als “Zyu 2”.
Rond dezelfde tijd begon Saban ook met onderhandelingen voor het gebruik van DaiRanger-beeldmateriaal. Het bedrijf besloot echter om van deze serie alleen de robot gevechten en de monsters over te nemen en de Ranger-kostuums gewoon te laten zoals in seizoen 1. Het enige Dairanger-kostuum dat wel in de serie gebruikt werd, is die van de Kiba Ranger. Gevolg hiervan was wel dat alle gevechten tussen Rangers en monsters opnieuw gefilmd moesten worden. Ook introduceerde Saban in seizoen twee de eerste Amerikaanse vijand, Lord Zedd.
Voor seizoen drie werd beeldmateriaal van Kakuranger overgenomen van Toei. Ook nu besloot Saban weer alleen de monsters en robots over te nemen. De Kakuranger-kostuums werden wel gebruikt voor de Mighty Morphin Alien Rangers. In seizoen 3 maakte Saban zelfs twee zordformaties die niet voorkwamen in Super Sentai: de Ninja- en Shogun Ultrazords.
In 1996, na drie seizoenen, werd besloten afstand te doen van de Mighty Morphin-titel en net als Super Sentai de serie elk seizoen een nieuwe naam en thema te geven. Wel werd de verhaallijn van Mighty Morphin Power Rangers voortgezet tot aan Power Rangers: In Space.

## Karakters

### Rangers
Het hoofdkwartier van de Rangers is het Commandocentrum net buiten Angel Grove.
- Jason Lee Scott / Rode Ranger I: Jason is een van de originele vijf Rangers. Als Rode Ranger is hij de leider van het team. Zijn ervaring in vechtsporten en tactisch denkvermogen maken hem tot een onverzettelijke, tactisch weergaloze vechtmachine. Jason geeft in seizoen twee zijn munt aan Rocky DeSantos, omdat hij samen met Trini en Zack wordt uitgenodigd voor een vredesconferentie in Zwitserland. Jason keert weer terug in het team in Power Rangers: Zeo.
- Zack Taylor / Zwarte Ranger I: de grappenmaker van het team. Zack is ook een van de originele vijf Rangers. Hij vertrouwt in een gevecht vooral op snelheid in wendbaarheid. Hij geeft zijn munt door aan Adam Park wanneer hij naar Zwitserland vertrekt.
- Trini Kwan / Gele Ranger I: Trini is ervaren in Kungfu. Ze heeft een sterke wil en veel moed om te vechten. Ze geeft haar munt uiteindelijk door aan Aisha Campbell wanneer ze naar Zwitserland vertrekt.
- Kimberly Hart / Roze Ranger I: door haar leven als Ranger is Kimberly een sterke en zelfverzekerde vechter geworden. Zij is een van de originele vijf Rangers en blijft als een van de langste bij het team. Ze geeft haar munt uiteindelijk aan Katherine Hillard wanneer ze besluit om in Florida een carrière als turnster te beginnen onder training van Gunthar Schmidt.
- Billy Cranston / Blauwe Ranger: Billy is het brein van het team en helpt het team dan ook vaak uit de problemen met zelfgemaakte gadgets. Hij is de laatste van de originele vijf Rangers en naast Tommy de enige die de gehele serie een Ranger blijft.
- Thomas “Tommy” Oliver / Groene Ranger / Witte Ranger : toen Tommy in Angel Grove aankwam werd hij gevangen door Rita, die hem tot haar slechte Groene Ranger maakte. Jason versloeg Tommy uiteindelijk in een gevecht en vernietigde het duister zwaard dat de bron was van Rita’s vloek. Tommy sloot zich daarna aan bij het team. Tommy verliest zijn krachten als Groene Ranger tijdelijk door Rita, maar Zordon weet ze te herstellen. Wanneer Lord Zedd op de Maan arriveert wordt Tommy zijn eerste doelwit. Tommy verliest zijn Groene Ranger-krachten weer, en dit keer voorgoed. Zordon geeft hem hierop nieuwe als de Witte Ranger. Tommy is naast Billy de enige Ranger die de gehele serie meedoet.
- Rocky DeSantos / Rode Ranger II: Rocky neemt de rol als Rode Ranger over van Jason in seizoen 2. Hij heeft niet bepaald een hoog IQ, maar maakt dit goed met zijn talent voor vechtsporten.
- Adam Park / Zwarte Ranger II: Adam neemt de rol als Zwarte Ranger over van Zack in seizoen 2. Adam is een beetje stil en teruggetrokken persoon, gespecialiseerd in Shaolin Kung Fu.
- Aisha Campbell / Gele Ranger II: Aisha neemt in seizoen 2 de rol als Gele Ranger over van Trini. Vol energie is ze altijd klaar voor een uitdaging.
- Katherine “Kat” Hillard / Roze Ranger II: toen Kat naar Angel Grove kwam werd ze net als Tommy gevangen door Rita en kwam onder haar controle te staan. Rita gebruikt Kat als spionne. Ze steelt Kimberly’s munt. Uiteindelijk wordt ze weer zichzelf wanneer ze zich haar oude leven begint te herinneren. Omdat Kimberly naar Florida vertrekt, krijgt Kat haar munt en wordt de nieuwe Roze Ranger.

### Hulp
- Zordon: de tovenaar die Rita Repulsa tienduizend jaar geleden versloeg en opsloot. Hij zit nu gevangen in een tijdscapsule en communiceert met de Rangers in het Commandocentrum.
- Alpha 5: Zordon's robot-assistent en bewaker van het Commandocentrum.
- Bulk & Skull: twee punks die altijd uit zijn op roem en rijkdom. Dit proberen ze vaak te krijgen met pogingen de identiteit van de Power Rangers te ontdekken.
- Ninjor: een ninjameester en de bewaker van de Tempel van Macht. Altijd in voor een gevecht. Hij geeft de Rangers hun Ninjamunten en Ninja-Zords.

### Vijanden
- Rita Repulsa: een gevreesde tovenares en aartsvijand van Zordon. Sinds haar ontsnapping probeert ze de Aarde te veroveren en gaat zelfs zo ver dat ze met Lord Zedd trouwt om dit te bereiken, maar zonder resultaat.
- Lord Zedd: Rita’s meester. Omdat hij al haar mislukte pogingen zat was kwam hij naar de Maan om zelf de Aarde te veroveren. Rita gebruikt later een liefdesdrank op hem en hij trouwt met haar.
- Goldar: Rita’s beste krijger.
- Rito Revolto: Rita’s broer en een constante bron van ergernis voor Lord Zedd. Rito slaagde erin de Rangers Thunderzords en krachten te vernietigen.
- Master Vile: een van de slechtste wezens in het universum. Hij is Rita en Rito’s vader. Hij kwam naar de Maan om het Zeo-kristal te zoeken, maar faalde dankzij de Rangers. Hij gebruikt de Orb of Doom om de tijd op Aarde terug te draaien.
- Putty Patrollers: Rita’s soldaten gemaakt van klei. Lord Zedd veranderde hen in sterkere Z-Putty Patrollers toen hij het bevel over nam.
- Tenga Warriors: Rito’s soldaten die eruitzien als enorme kraaien.
- Serpentera: Lord Zedds eigen Zord, twee keer groter dan de Zords van de Rangers. Door zijn enorme omvang raakt hij echter snel door zijn energie heen en kan maar beperkt worden gebruikt.
- Scorpina: Een krijgster onder Rita Repulsa, als reus is ze een schorpioenmonster.
- Finster: Een zachtaardig monster dat in het begin van de serie monsters maakt voor Rita.
- Hydro Hog: De hoofdvijand van de Alien Rangers. Komt in de laatste 2 afleveringen voor van de mini-serie Mighty Morphin Alien Rangers.
- Lokar: een enorm zwevend hoofd. Hij komt voor in seizoen 1.

## Zords

### Seizoen 1
Dino zords
De Dinozords zijn de originele zords van de Rangers gebaseerd op dinosaurussen:
- Tyrannosaurus
- Mammoet
- Triceratops
- Sabeltandtijger:
- Pterodactylus
  - Megazord: de combinatie van de vijf Dino Zords. De Megazord is gewapend met een zwaard.
- Dragonzord: de Zord van de Groene Ranger aan hem gegeven door Rita. Dragonzord heeft een boor aan zijn staart en kan vanuit zijn vingers raketten afvuren. Al de Dinozords werden gebruikt om de Thunderzords te creëren, Dragonzord zit nog steeds op de oceaanbodem, en is een van de weinige Zords die nooit vernietigd werd.
  - Dragonzord fighting mode: Dragonzord kan combineren met de Mammoet, Sabeltandtijger en Triceratops tot een sterkere vorm.
- Mega Dragonzord: de combinatie van de “Megazord” en de “Dragonzord”.
- Titanus: een extra Dinozord in de vorm van een Brachiosaurus. Titanus dient als transport voor de andere Dinozords. Titanus is de enige Dinozord die ook in seizoen drie voorkomt.
- Ultrazord: de combinatie van Mega Dragonzord met Titanus, de sterkste Zord-combinatie van allemaal.

### Seizoen 2
Thunder zords
Om Lord Zedds monsters te verslaan veranderde Zordon de Dinozords in Thunderzords, gebaseerd op mythologische dieren.
- Draak: kan ook veranderen in een menselijke vorm genaamd Red Dragon Warrior Mode.
- Leeuw
- Griffioen
- Eenhoorn:
- Feniks
  - Thunderzord Assault Team : de combinatie van de Leeuw, Griffioen, Eenhoorn en Feniks.
- Thunder Megazord : de combinatie van alle vijf Thunderzords.
- Tigerzord: Zordon creëerde deze zord voor Tommy als aanvulling op zijn nieuwe Witte Ranger-krachten. De Tigerzord kan net als de Draak veranderen in een meer menselijke vorm.
  - Mega Tigerzord: de combinatie van de Tigerzord met het Thunder Assault Team.
- Tor: een Zord in de vorm van een enorme schildpad. Hij had dezelfde functie voor de Thunderzords als Titanus voor de Dinozords.
- Thunder Ultrazord: Om deze combinatie te maken neemt de Tigerzord plaats in Tors schild en rijden het Thunder Assault team + Red Dragon warrior mode bovenop Tor.

### Seizoen 3
Ninja zords
De Ninjazords worden door Ninjor aan de Rangers gegeven samen met hun nieuwe Ninjamunten. De Ninjazords raakten verloren in de tijd toen Master Vile de tijd op Aarde terugdraaide.
- Aap:
- Kikker
- Wolf
- Beer:
- Kraanvogel
- Ninja Megazord: de combinatie van de vijf Ninjazords.

Shogun Zords
De Shogunzords zijn vijf legendarische, verloren gewaande Zords. Lord Zedd vond ze, maar de Ranges wisten ze van hem af te nemen:
- Rode Shogunzord:
- Blauwe Shogunzord
- Gele Shogunzord
- Witte Shogunzord:
- Zwarte Shogunzord
- Shogun Megazord: de combinatie van de vijf Shogunzords.
- Falconzord: de Falconzord werd door Ninjor aan Tommy gegeven toen de andere Rangers de Ninjazords kregen.
  - Ninja Mega Falconzord: de combinatie van de Ninja Megazord met de Falconzord.
  - Shogun Mega Falconzord: de combinatie van de Shogun Megazord met de Falconzord.
- Ninja / Shogun Ultrazord: zowel de Ninja Mega Falconzord als de Shogun Mega Falconzord kunnen combineren met de laatste Dinozord Titanus om deze twee Ultrazords te vormen.

## Trivia
- Dit is de enige serie waarin een Ranger halverwege van kleur wisselt (Tommy van Groen naar Wit).
- De Ninja en Shogun Ultrazords kwamen niet voor in Kakuranger, maar waren voor de Amerikaanse versie erbij bedacht.
- Voor Rita Repulsa werd in seizoen 1 nog beeldmateriaal van de heks Bandora uit Zyuranger gebruikt (wijlen Japans actrice Machiko Soga). In seizoen 2 en 3 wordt ze gespeeld door de Amerikaanse actrice Carla Perez. In beide gevallen werd haar stem nagesynchroniseerd / heringesproken door Barbara Goodson.
- Lord Zedd was de eerste vijand in een Power Rangers-serie zonder Super Sentai-tegenhanger.
- Dit is naast Power Rangers: Turbo de enige serie waarin een groot deel van de cast halverwege wordt vervangen.
- De volgorde waarin de Rangers de Ninja- en Shogunzords krijgen was in Kakuranger omgekeerd (eerst de Shogunzords en dan pas de Ninjazords).
- Zoals bij veel Power Ranger-series is de Gele Ranger een vrouw, maar in de Sentai-versie een man.
- In de jaren negentig vond men het geen probleem dat de enige zwarte acteur de Zwarte Ranger speelde, en de enige Aziaat de Gele Ranger. Verder was de Witte Ranger de leider van de groep.

## Lijst van VHS videobanden uitgebracht in Nederland & België (incompleet)
Uitgebracht door PolyGram.
Seizoen 1
- Day of the Dumpster & High Five
- Teamwork & A Pressing Engagement
- Different Drum & Food Fight
- Big Sisters & Switching Places
- I, Eye Guy & For Whom the Bell Tolls
- Happy Birthday Zack & No Clowning Around
- Power Ranger Punks & Love, Peace and Woe
- Dark Warrior & Foul Play in the Sky
- Green With Evil deel 1, 2 & 3
- Green With Evil deel 4 & 5
- The Trouble With Shellshock & Itsy Bitsy Spider
- The Spitflower & Life's a Masquerade
- Gung Ho! & Wheel of Misfortune
- Island of Illusions deel 1 & 2
- The Rockstar & Calamity Kimberly
- A Star is Born & The Yolks on You
- The Green Candle deel 1 & 2
- Birds of a Feather & Clean-up Club

Seizoen 2
- Wit Licht deel 1 & 2
- Twee tegen één & Tegengestelden trekken elkaar aan
- Lord Zedd's Monstermoes & Een Monster van Buitengewone Proporties
- Zedd Golven / Goldar's Vice Versa / Blauwe Ranger op het Slechte Pad / De Juiste Man op de Juiste Plaats
- Sprookjesboek Rangers deel 1 & 2
- De Terugkeer van de Groene Ranger deel 1, 2 & 3